# Vimpác
Vimpác (németül Wimpassing an der Leitha, horvátul Vimpas) község Ausztriában, Burgenland tartományban, a Kismartoni járásban.

## Fekvése
Kismartontól 15 km-re északnyugatra, a Lajta jobb partján fekszik.

## Nevének eredete
Eredeti neve Cseke volt, mely magyar személynévi eredetű, ezt a magyar lakosság kipusztulásával és a német ajkúak betelepülésével a német Wimpassingen (= szélroham) váltotta fel. Ezután a német névalak került vissza a magyarba.

## Története
A település őstörténete leletek hiányában a múlt homályába vész, az azonban bizonyos, hogy a falun átvezető utat már a rómaiak is használták. Itt haladt át ugyanis a Sabariából Scarabantián át Vindobonába vezető fontos hadiút. Itt, a Lajta gázlójánál római szokás szerint bizonyosan állt őrtorony, vagy a gázlót őrző kisebb erődítmény. 433-ban hunok szállták meg a vidéket, majd Attila halálával birodalma is felbomlott. Fiai a Nadao folyó melletti csatában vereséget szenvedtek (a folyót többen a Lajtának vélik). Utánuk keleti gótok, longobárdok, avarok és szlávok következtek. A magyarok a 10. század elején szállták meg a Lajta vidékét. Pilgrim passaui püspök bajor szerzeteseket küldött a magyar területekre, akik feltételezés szerint ekkor építették fel a Vimpác és Lajtapordány között álló temetőkápolnát is. 991-ben Henrik bajor herceg a Lajtáig tolta vissza a nyugati magyar határt és Vimpác is határtelepülés lett. A határ és az átkelőhely őrzésére a magyarok besenyőket telepítettek ide. Közülük való lehetett az a Cseke is, akiről a falut elnevezték.
A települést 1376-ban Cheky néven említik először és 1377-ben, valamint 1457-ben is még ezen a néven szerepel az oklevelekben. Templomát is a 14. században említik először, melyet a hagyomány szerint Nagy Lajos magyar király építtetett Szűz Mária tiszteletére. Az 1590. évi évkönyvben megjegyzik, hogy a település ősi temploma mellett egy zarándoktemplom is áll itt, ez megegyezik azzal a kápolnával, amely ma is a Kirchberg lábánál áll. A török 1529-ben, 1532-ben és 1683-ban is elpusztította. Valószínűleg ekkor halt ki magyar lakossága is.
Vimpác ferences templomát és kolostorát 1587-ben a sváb Leonhard Püchler és Rupert von Stotzingen főurak alapították. A templom 1593-ra, a kolostor 1600-ra épült fel, utóbbiban a 16. század utolsó évtizedében nyomda működött. Nagyszombat mellett ebben az időben ez volt az országban a második katolikus műhely, amelynek ma öt nyomtatványa ismeretes. A vimpáci kolostor a 17. század elején szűnt meg, talán a Bocskai, vagy a Bethlen-szabadságharc során esett áldozatul a hadak pusztításainak. Más források szerint végleg csak 1627-ben hagyták el a ferencesek, amikor minoriták költöztek ide. Mindaddig, amíg nem került elő néhány itt készült nyomdatermék az 1960-as években, senki sem tudott arról, hogy ilyen nyomda létezett, emléke tökéletes feledésbe merült. Ma ismert öt kiadványa közül három az 1593-as évből származik, egy 1595-ből, egy pedig 1599-ből. Magyar nyelvű nincs közöttük, tartalmilag valamennyi szoros kapcsolatban áll a kolostorral. A nyomdász személye nem szerepel kiadványaikon, a nyomda helye azonban pontosan meg van jelölve: „Wimpassing an der Leytta in Ungern” azaz a Lajta melletti Vimpácon, Magyarországon.
1679-ben pestisjárvány tört ki. 1683-ban a török bécsi hadjárata során Vimpácot is elpusztította, kirabolták és felgyújtották a templomot és a kolostort is. 1709-ben az újabb pestisjárványnak a lakosság negyede esett áldozatul. Új temploma 1723-ban épült fel az elpusztított helyett. 1787-ben II. József rendeletére feloszlatták a szerzetesrendeket, így megszűnt a vimpáci kolostor is.
Vályi András szerint „VIMPASZING. Német falu Sopron Várm. földes Ura Hg. Eszterházy Uraság, lakosai katolikusok, fekszik Szarvkőnek szomszédságában, Sopronhoz pedig 3 7/8 mértföldnyire; vólt itt a’ Minoritáknak jeles Klastromjok, van benne Harmintzad, Posta, Vám, és híres 6 kerekű malom a’ Lajta vizén; határja inkább hegyes, mint térséges, két nyomásbéli, szőleje középszerű, erdeje tsekély.”
Fényes Elek szerint „Vimpassing, magyarositva Vimpácz, német f. Sopron vgyében, Ausztria határszélén, a Lajtavize mellett, a bécsi főországutban, 72 házzal, 650 kath. lak. Kath. paroch. szentegyház. Szép hid a Lajtán. Harminczad. Postahivatal. Nagy vendégfogadó és 7 kerekű malom. Van 462 h. szántóföldje, 30 h. gyümölcsöse, 8 h. rétje, 60 h. szőlője, 35 h. legelője, 35 h. erdeje. Földje közép termékenységű. Bora nem kapós. Birja hg. Eszterházy.”
1910-ben 657, túlnyomórészt német lakosa volt. A trianoni békeszerződésig Sopron vármegye Kismartoni járásához tartozott. 1921-ben a nagyhatalmi békediktátum Vimpácot is Ausztriának ítélte és Burgenland tartomány része lett.

## Nevezetességei
- A falu feletti magaslaton álló plébániatemplom 1723-ban épült barokk stílusban. 16. századi védőfal övezi. Főoltára a két hatalmas angyalszoborral és a Szent család domborművével 1780-ban készült. Felette a Mennyország Királynőjének sugárkoszorúval díszített szobra látható. 1784 és 1939 között a templomban volt látható az ún. „Vimpáci kereszt”. A 13. században készült, fa alapon pergamenre festett, toscanai kora gót, bizánci hatást mutató feszület 1783-ig a külvárosba kényszerült bécsi minoriták templomában állt. Ekkor a 7 m magas keresztet a magyarországi minorita provinciához csatolt Vimpác minorita templomának ajándékozták. Bécsben restaurálták és itt a bécsi Szent István dómban, ahol a kereszthajó északi tornya alatt függött érte a pusztulás 1945-ben.
- Egykori ferences kolostorát 1587-ben alapították, 1628-ban a minoritáké lett, majd a rend feloszlatása után elárvult. 1930-tól a kamiliánusok működtették, 1997-től a karitász vette át.
- A Szentháromság-oszlop a 17. században készült.
- Neogótikus kápolnája 1877-ben épült.
- A főutcán álló Pestisoszlop 1713-ben készült a pestisjárvány emlékére Szent Rókus, Szent Sebestyén, Xavéri Szent Ferenc, Assisi Szent Ferenc és Szent Rozália szobraival.

## Külső hivatkozások
- Hivatalos oldal
- Vimpác az Osztrák Statisztikai Hivatal honlapján
- A vimpáci ferences nyomda
- A vimpáci ferences nyomdáról
- Magyar katolikus lexikon